# Гуляй, Вася!
«Гуля́й, Вася!» — российский комедийный фильм режиссёра Романа Каримова. Главные роли исполнили Ефим Петрунин и Любовь Аксёнова.
Премьера фильма состоялась 14 февраля 2017 года в кинотеатрах. Телевизионная премьера комедии — 29 августа 2017 года на телеканале СТС.

## Создание
В основе сюжета лежит личный опыт Романа Каримова, пережившего развод.
По словам Романа Каримова, в процессе монтажа фильма многие отснятые сцены были удалены, что положительно сказалось на качестве картины.
Исполнитель роли Паши Борис Дергачёв для роли набрал вес и сбрил бороду. К тому же во время съёмок он получил травму. Поэтому многие сцены были отыграны со сломанной рукой.
Музыкальным сопровождением фильма занимались группы  «Каста», «Время и Стекло», Artik & Asti, «Жуки», а также артисты Нюша и Monatik.

## Сюжет
Митя случайно делает предложение девушке, а её отец тут же назначает дату свадьбы. Ситуация осложняется тем, что Митя всё ещё не развёлся со своей Василисой, а говорить невесте и её отцу об этом, естественно, не хочет. Вася готова дать развод только после того, как её ещё законный муж выполнит ряд условий. Так, например, он должен представить ей свою невесту.
Митя находит девушку Настю, которая соглашается предстать перед Васей в роли невесты. Парень Насти Макс, узнав про это, сначала приходит в ярость, но затем тоже соглашается поучаствовать в этом за значительную плату от Мити. Далее события разворачиваются таким образом, что Митя и Настя влюбляются друг в друга. Вася же «кладет глаз» на Пашу, женатого друга Мити, решает соблазнить его и, после развода с Митей, выйти за него замуж.

## В ролях
- Ефим Петрунин — Митя
- Любовь Аксёнова — Василиса (Вася), жена Мити, от которой он требует развод
- Софья Райзман — Настя, официантка
- Роман Курцын — Макс, парень Насти, бывший боксёр
- Светлана Степанковская — Алиса, девушка Мити, которой он сделал предложение
- Борис Дергачев — Паша, друг Мити
- Вера Панфилова — Кира, жена Паши
- Сергей Аброскин — Гарик, друг Мити
- Станислав Тляшев — Ренат, водитель такси
- Ольга Лебедева — мама Алисы
- Михаил Хмуров — папа Алисы
- София Лебедева — актриса авангардного театра
- Анна Цуканова-Котт — Нонна, подруга Киры
- Александр Голубков — Смирнов, десантник
- Максим Деричев — Владислав, охранник клуба
- Екатерина Кабак — Элен, девушка в клубе
- Никита Савинкин — Ваня

## Критика
Фильм получил высокие оценки кинокритиков.
- Борис Хохлов, обозреватель Film.ru:

…вся соль «Васи» не в его основном сюжете (а ну-ка поднимите руки, кто не понял, чем эта история для Мити и Насти закончится?), а в том, как этот самый сюжет подаётся, с каким упоением и какой пьянящей лёгкостью он рассказывается… <…> «Гуляй, Вася» имеет все задатки настоящего денежного хита – это смешное, смелое, энергичное, неглупое кино, которое вдобавок ещё и ни на что не похоже. Вроде бы опять «про быдло и водку», но с тем же «Горько» практически ничего общего.